# Campionati mondiali di sollevamento pesi 2018 - 109 kg maschile
Le gare di sollevamento pesi della categoria fino a 109 kg maschile — pesi massimi — dei campionati mondiali del 2018 si sono svolte dall'8 al 9 novembre 2018 ad Aşgabat presso la Weightlifting Arena dell'Aşgabat Olympic Complex.

## Programma
L'orario indicato corrisponde a quello turkmeno (UTC+05:00)
| Data            | Orario | Evento   |
| --------------- | ------ | -------- |
| 8 novembre 2018 | 10:00  | Gruppo C |
| 9 novembre 2018 | 14:25  | Gruppo B |
| 9 novembre 2018 | 17:25  | Gruppo A |

## Medagliati
Per ciascun esercizio, i primi tre classificati sono i seguenti:
| Esercizio | Oro               | Oro    | Argento             | Argento | Bronzo              | Bronzo |
| --------- | ----------------- | ------ | ------------------- | ------- | ------------------- | ------ |
| Strappo   | Yang Zhe          | 196 kg | Simon Martirosyan   | 195 kg  | Rodion Bočkov       | 190 kg |
| Slancio   | Simon Martirosyan | 240 kg | Arkadiusz Michalski | 228 kg  | Ruslan Nurudinov    | 227 kg |
| Totale    | Simon Martirosyan | 435 kg | Yang Zhe            | 419 kg  | Arkadiusz Michalski | 403 kg |

## Record
Prima di questa competizione, i record mondiali esistenti erano i seguenti:
| Record mondiale | Strappo | Mondiale standard | 196 kg | — | 1º novembre 2018 |
| Record mondiale | Slancio | Mondiale standard | 237 kg | — | 1º novembre 2018 |
| Record mondiale | Totale  | Mondiale standard | 424 kg | — | 1º novembre 2018 |

## Risultati
| Pos. | Atleta                      | Gr. | Peso atleta | Strappo (kg) | Strappo (kg) | Strappo (kg) | Strappo (kg) | Slancio (kg) | Slancio (kg) | Slancio (kg) | Slancio (kg) | Totale   |
| Pos. | Atleta                      | Gr. | Peso atleta | 1            | 2            | 3            | Pos.         | 1            | 2            | 3            | Pos.         | Totale   |
| ---- | --------------------------- | --- | ----------- | ------------ | ------------ | ------------ | ------------ | ------------ | ------------ | ------------ | ------------ | -------- |
|      | Simon Martirosyan (ARM)     | A   | 109.00      | 190          | 195          | 197          |              | 230          | 240          | —            |              | 435      |
|      | Yang Zhe (CHN)              | A   | 108.48      | 186          | 191          | 196          |              | 215          | 220          | 223          | 4            | 419      |
|      | Arkadiusz Michalski (POL)   | A   | 108.89      | 175          | 179          | 179          | 15           | 221          | 228          | —            |              | 403      |
| 4    | Salwan Jasim (IRQ)          | A   | 108.60      | 180          | 180          | 183          | 9            | 222          | 226          | 226          | 6            | 402      |
| 5    | Rodion Bočkov (RUS)         | A   | 107.55      | 179          | 184          | 190          |              | 210          | 216          | 218          | 15           | 400      |
| 6    | Mohammad Reza Barari (IRI)  | A   | 109.00      | 175          | 181          | 186          | 6            | 215          | 215          | 226          | 11           | 396      |
| 7    | Seo Hui-yeop (KOR)          | B   | 107.87      | 170          | 175          | 180          | 13           | 210          | 220          | 227          | 7            | 395      |
| 8    | Vasil Gospodinov (BUL)      | A   | 106.81      | 176          | 182          | 182          | 11           | 217          | 217          | 221          | 9            | 393      |
| 9    | Andrėj Aramnaŭ (BLR)        | A   | 108.69      | 175          | 181          | 182          | 5            | 210          | 215          | 215          | 16           | 392      |
| 10   | Artūrs Plēsnieks (LAT)      | B   | 108.68      | 169          | 173          | 174          | 16           | 210          | 217          | 222          | 8            | 391      |
| 11   | Jeong Ki-sam (KOR)          | B   | 106.82      | 170          | 180          | 180          | 8            | 200          | 210          | 210          | 13           | 390      |
| 12   | Wes Kitts (USA)             | B   | 108.74      | 168          | 174          | 174          | 18           | 208          | 215          | 222          | 5            | 390      |
| 13   | Sargis Martirosjan (AUT)    | A   | 108.51      | 178          | 179          | 179          | 10           | 205          | 205          | 210          | 17           | 389      |
| 14   | Ibragim Bersanov (KAZ)      | B   | 108.72      | 175          | 180          | 185          | 7            | 200          | 205          | 208          | 18           | 388      |
| 15   | Georgi Shikov (BUL)         | A   | 108.66      | 175          | 180          | 180          | 14           | 210          | 219          | 221          | 14           | 385      |
| 16   | Jorge Arroyo (ECU)          | B   | 108.33      | 178          | 178          | 183          | 4            | 196          | 201          | 203          | 22           | 384      |
| 17   | Marcos Ruiz (ESP)           | B   | 106.90      | 170          | 175          | 180          | 12           | 195          | 202          | 207          | 19           | 382      |
| 18   | Hiroaki Shiraishi (JPN)     | B   | 107.36      | 160          | 165          | 165          | 20           | 205          | 205          | 205          | 21           | 370      |
| 19   | Ryunosuke Mochida (JPN)     | B   | 103.57      | 160          | 160          | 165          | 23           | 205          | 210          | 215          | 12           | 370      |
| 20   | Nenad Kužić (SRB)           | C   | 106.64      | 160          | 165          | 170          | 19           | 200          | 210          | 212          | 23           | 365      |
| 21   | Richmond Osarfo (GHA)       | C   | 106.94      | 155          | 160          | 160          | 22           | 195          | 200          | 205          | 20           | 365      |
| 22   | Josué Medina (MEX)          | C   | 108.58      | 160          | 160          | 163          | 21           | 191          | 191          | 191          | 25           | 354      |
| 23   | Radoslav Tatarčík (SVK)     | B   | 108.51      | 165          | 169          | 171          | 17           | 180          | 180          | 184          | 30           | 351      |
| 24   | Jiří Gasior (CZE)           | C   | 105.35      | 150          | 154          | 157          | 27           | 190          | 194          | 201          | 24           | 348      |
| 25   | Matthäus Hofmann (GER)      | C   | 108.27      | 157          | 162          | 162          | 25           | 183          | 188          | 190          | 26           | 347      |
| 26   | Sergej Ličovoj (LTU)        | C   | 108.88      | 153          | 158          | 162          | 24           | 184          | 189          | 189          | 28           | 342      |
| 27   | Sio Pomelile (TGA)          | C   | 108.27      | 140          | 145          | 145          | 31           | 180          | 186          | 200          | 27           | 326      |
| 28   | Mikkel Andersen (DEN)       | C   | 108.86      | 147          | 147          | 151          | 28           | 177          | 177          | 177          | 31           | 324      |
| 29   | Jackson Roberts-Young (AUS) | C   | 107.57      | 135          | 135          | 138          | 32           | 183          | 184          | 189          | 29           | 322      |
| 30   | Ondrej Kružel (SVK)         | C   | 108.55      | 145          | 149          | —            | 29           | 175          | 180          | 180          | 32           | 320      |
| 31   | Jani Heikkinen (FIN)        | C   | 105.80      | 137          | 141          | 141          | 30           | 172          | 177          | 177          | 33           | 313      |
| —    | Sanele Mao (SAM)            | C   | 107.05      | 150          | 155          | 160          | 26           | 196          | 196          | 196          | —            | —        |
| —    | Ruslan Nurudinov (UZB)      | A   | 108.95      | 187          | 189          | 189          | —            | 222          | 227          | 238          |              | —        |
| —    | Jesús González (VEN)        | A   | 106.79      | 174          | 175          | 175          | —            | 212          | 216          | 220          | 10           | —        |
| —    | Joshua Uikilifi (TGA)       | C   | ritirato    | ritirato     | ritirato     | ritirato     | ritirato     | ritirato     | ritirato     | ritirato     | ritirato     | ritirato |